# Барвінок Володимир Іванович
Володи́мир Іва́нович Барві́нок (22 червня 1879 , Охрамієвичі, Сосницький повіт, Чернігівська губернія, Російська імперія  — 1943 , Київ, Київська область, Українська РСР, СРСР ) — український історик, магістр богослов'я, історик християнської церкви, бібліограф, письменник, діяч УНР, візантолог, викладач українознавства й історії, почесний громадянин Чернігівщини, науковий співробітник ВУАН, працівник УНІК, видатний архівіст, учасник мирних переговорів між Українською Державою та РСФРР, археолог, живописець.

## Життєпис
Народився в 1879 році в сімейному маєтку, розташованому на Чернігівщині в селі Охрамієвичі (тепер Чернігівська область, Україна), де його пращури жили з початку XVIII століття. Барвінок навчається у Чернігівській духовній семінарії, де вивчає давні та сучасні іноземні мови, філософію, образотворче мистецтво та прикладні науки. Закінчує семінарію з першим розрядом у 1901. У 1905 закінчує Київську духовну академію, де його вчителем був відомий літургіст А. А. Дмитрієвський, нині Національний університет «Києво-Могилянська академія». Того ж року одружився з Євгенією Воловік з вчительської родини. Барвінки мешкали на Подолі, вул. Кирилівська, 31. 1906 року має чин колезького секретаря. Народжується син Борис. В період з 1906 до 1917 року проживає у Петербурзі за адресою Літейний проспект, 34. 1909 року отримав чин титулярного радника — що надавало особисте дворянство. З 1905 до 1909 навчається у Санкт-Петербурзькому археологічному інституті, з 1908 до 1911 — на історично-філологічному факультеті Петроградського університету, де отримує ступінь магістра богослов'я. Займався історією польсько-литовської юриспруденції XV–XVII століть. За видану у Києві дисертацію про політичного діяча 12-13 століть «Нікіфор Влеммід і його твори» рішенням Академії Наук отримує премію М. М. Ахматова. У 1912 році закінчує і видає свою науково-дослідну працю «Святий рівноапостольний князь Володимир», а наступна робота стосується символізму в іконописі 16-17 століть. З сім'єю він часто відвідує Київ і робить спробу повернутись в Києві, у квітні 1912 року прочитав пробну лекцію з археології в Київській духовній академії. Барвінок зосереджує свою дослідно-наукову діяльність на Грюнвальдській битві 1410 століття, його цікавить питання єднання слов'ян в період війни. У 1915 році він видає свій труд на цю тему. Того ж року він займається історією Галичини, досліджуючи її русинських правителів часів середньовіччя. Його праці видаються у Санкт-Петербурзі. 1916 року здобуває чин надвірного радника.

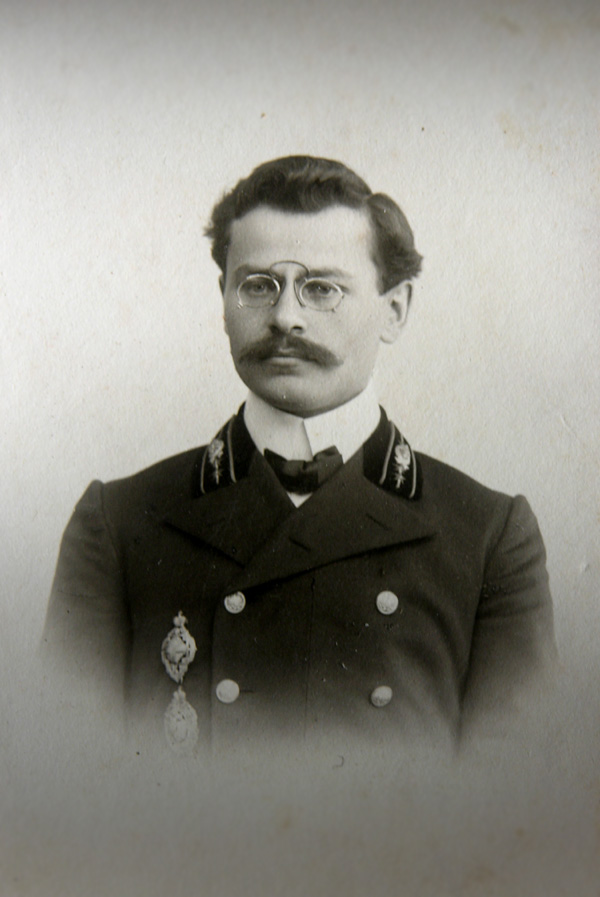
В.Барвінок в Санкт-Петербурзі, 1907

До кінця 1917 року працював у центральних установах Священного синоду. Одночасно (1909–1917) викладав історію у приватному міському училищі Олександра Івановича Гельда з нахилом до природничо-математичних наук. 12 червня 1917 року Барвінок подарував свою колекцію стародруків 19 століття Імператорській публічній бібліотеці й вирушив з родиною в Київ, де потрапляє до серця подій навколо становлення української незалежності держави. Спочатку викладає українознавство в Софійській бурсі й згодом стає начальником Київського Софійського Духовного Училища на території Софійського монастиря.
У травні 1918 року міністр Василь Зеньківський запросив Барвінка на посаду начальника відділу інославних справ який займався зовнішніми стосунками й культурними питаннями відновленої Гетьманщини і присягнув «вірно служити Державі Українській, визнавати державу владу, виконуючи її закони, і всіма силами охороняти її інтереси й добробут». 5 червня 1918 Барвінок увійшов до складу комісії на мирних переговорах України з Росією для складення списку вивезених у різні часи з України до Росії культурно-історичних цінностей та вироблення умов повернення реліквій в Україну. 18 липня у «Державному вістнику» було оприлюднено підвищення Барвінка в посаді до віцедиректора Департаменту Інославія та Іновірія. Барвінок також займався політикою стосунків держави з релігійними меншинами, тобто католиками, євреями та мусульманами. У журналі «Віра та держава» виходить стаття Володимира Барвінка «Обрання першоієрарха незалежних Церков» в якій пояснюється історичний регламент з проголошення автокефалії, що було однією зі стратегічних цілей молодої держави.
У 1918 року В. Барвінок як видатний бібліограф та книгознавець сприяє комплектуванню фондів щойно створеної Національної бібліотеки Української Держави. У період від 1918 до 1919 року чиновник Української Держави, пізніше Української Народної Республіки в департаменті сповідань (пізніше департамент перетворюється на міністерство сповідань). Тим часом працює в Комісії Української Академії Наук з підготовки проєкту «Біографічного словника діячів українського народу і української землі», який розробляли діячі УАН Модзалевський Вадим Львович з Багалієм Дмитром Івановичем. Барвінку було доручено складання життєписів діячів української культури XVII століття. Барвінок входить до новоствореного відділу охорони пам'яток церковної старовини й секції мистецтв Українського наукового товариства, до її складу також входив О. С. Грушевський. При мистецькій секції було створено музей старовини й мистецтва, а члени передавали власні колекції, було засновано бібліотеку, яка комплектувалась як новітніми виданнями з різних галузей мистецтвознавства, так і раритетними стародруками. В архіві секції накопичувалися матеріали з історії українського мистецтва, неопубліковані рукописи наукових праць померлих мистецтвознавців, фотографії та малюнки пам'яток старовини. 

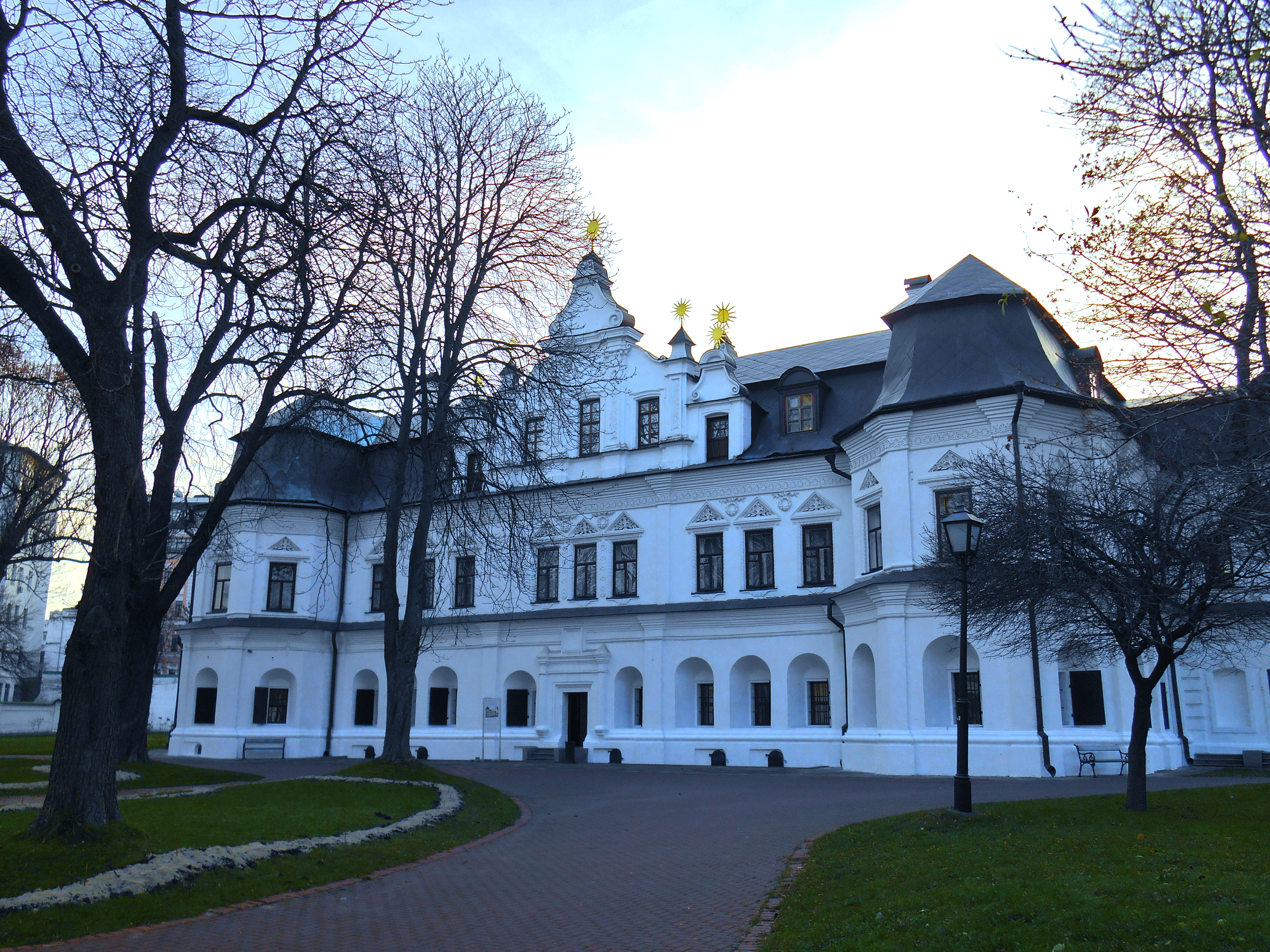
Будинок митрополита, тут розташовувався Департамент Інославія та Іновірія при Міністерстві Ісповідань у 1918, де Барвінок працював віце-директором департаменту та начальником відділу інославних справ

Метою роботи цього відомства, зокрема і Володимира Барвінка, була державна політика щодо церкви. Міністерство вимагало від церкви українізацію церковних справ та незалежність (автокефалію) Української православної церкви від Московського патріархату. Завдяки міністерству сповідань зав'язувались міцні партнерські стосунки між українською державою та Церквою. Одночасно з роботою при міністерстві УНР Барвінок викладав літературу та українознавство у київській технічній школі. В рамках історично-філологічного відділу Української Академії Наук, Барвінка було відряджено перекласти твори академіка Петрова Миколи Івановича з російської на українську мову.
З відступом армії УНР з Києва й падінням незалежної України, В. Барвінок залишається в окупованому Києві та переходить до наукової діяльності. Певний час працював з академіком Миколою Петровим над підготовкою розвідки з історії староукраїнського письменства. В період 1919–1928 працює в історико-філологічному відділу Української академії наук, після 1921 року Всеукраїнської академії наук — зазначається старшим науковим співробітником-професором. Попри початок репресій та складні матеріальні умови, історико-філологічний відділ завзято займався поширенням української мови у наукових галузях. 30 серпня 1924 року Володимир Барвінок став секретарем комітету, який було створено наприкінці серпня 1924 з нагоди 350-річчя друкарської справи в Україні при Археографічній Комісії ВУАН, яку очолював Михайло Грушевський. Метою існування комісії було створення наукового опису видань, надрукованих на території етнографічної України в XVI–XVIII ст.
Від 1924 до 1933 року В. Барвінок працює в археологічному комітеті Всеукраїнської Академії Наук. Одночасно, в період 1924–1925, — нештатний постійний співробітник академічної бібліотеки в Михайлівському саду. Барвінок також працює в Українському Науковому Інституті Книгознавства, де видає і донині цінний твір «Загальний огляд стародруків київських бібліотек». У передмові до цього твору Барвінок робить ризиковий на той час крок — критикує недостатнє фінансування Всеукраїнської Академії Наук і підкреслює, що київські старі видання принципово відрізняються від московських. Від 1928 до 1930 року — секретар Софійської комісії ВУАК та мистецького відділу ВУАК. У 1930 році народився онук Юрій.

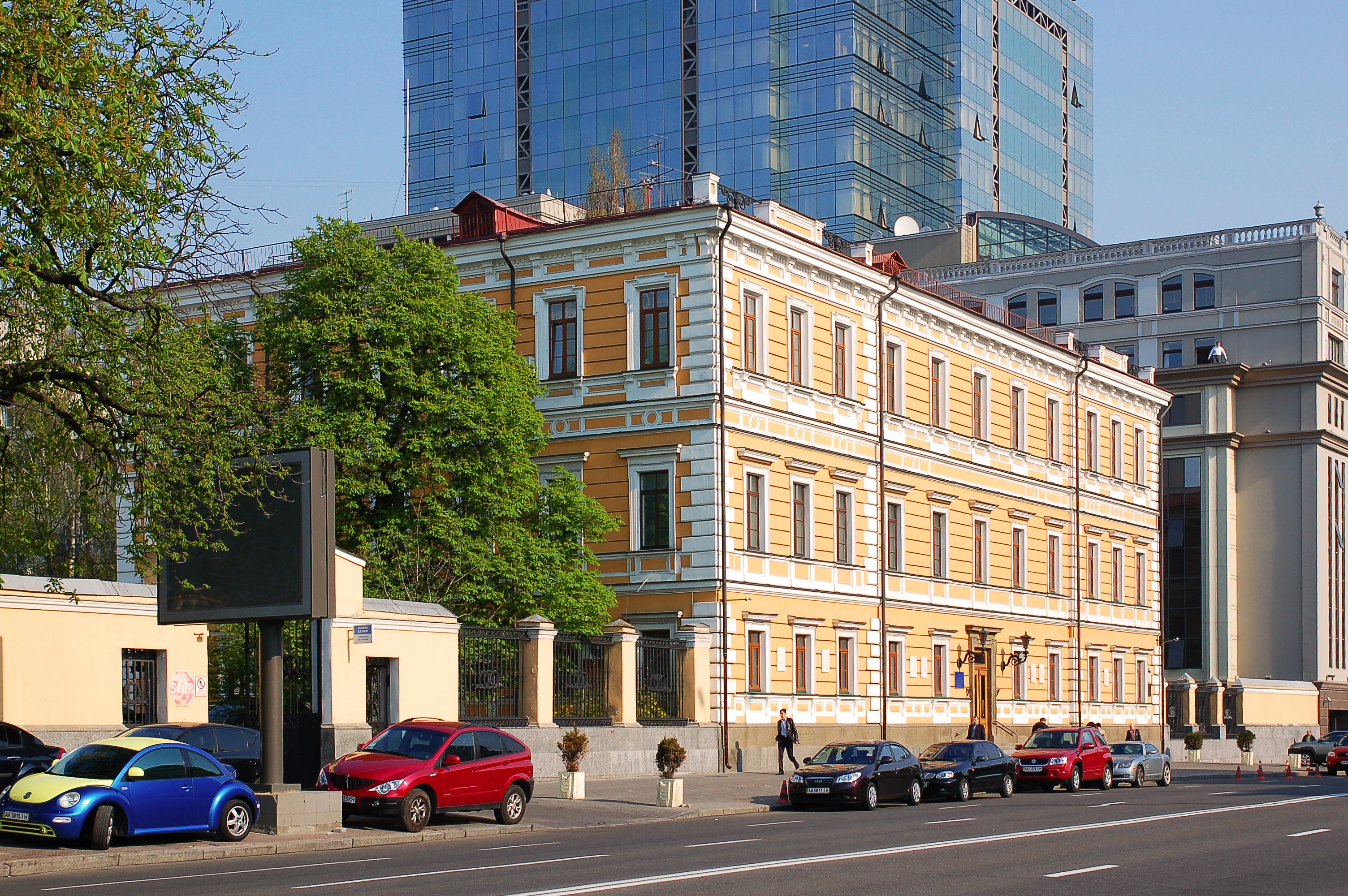
Будинок української академії наук, де працював Володимир Барвінок

Софійська комісія займалась збереженням Софійського собору, що було дуже актуально у 30-х роках, коли радянська влада спрямовано руйнувала українську архітектурну спадщину. Існує думка, що діяльність Софійської комісії дозволила зберегти неоціненний для України Софійський собор від трагічної долі, яку спіткав Михайлівський Золотоверхий собор. У середині 30-х років велика домашня бібліотека В.Барвінка була передана до Київського університету, де вона стала базовою для ряду наукових відділів. В період 1930–1933 Барвінок працює секретарем Всеукраїнського археологічного комітету (ВУАК), який координував всю археологічну діяльність в Україні. В 1932–1933 роках займається науковою роботою з упорядкуванням бібліотеки Михайлівського монастиря. У 1937 році його сина Бориса арештовують, і Володимир його більше не побачить. Це не було першим випадком репресій проти близьких В. Барвінка, його сімейне оточення перебувало у постійному стані страху, вони зазнавали арештів спочатку з боку ДПУ (ГПУ), потім НКВС (НКВД). До кінця своїх днів Барвінок працював над статтями слов'янської й української тематики, але велика кількість статей не була ніколи надрукована. Під час німецької окупації Барвінок залишається у Києві. У 1943 році помер природною смертю у власній квартирі на Подолі.

## Опис наукової діяльності та праць

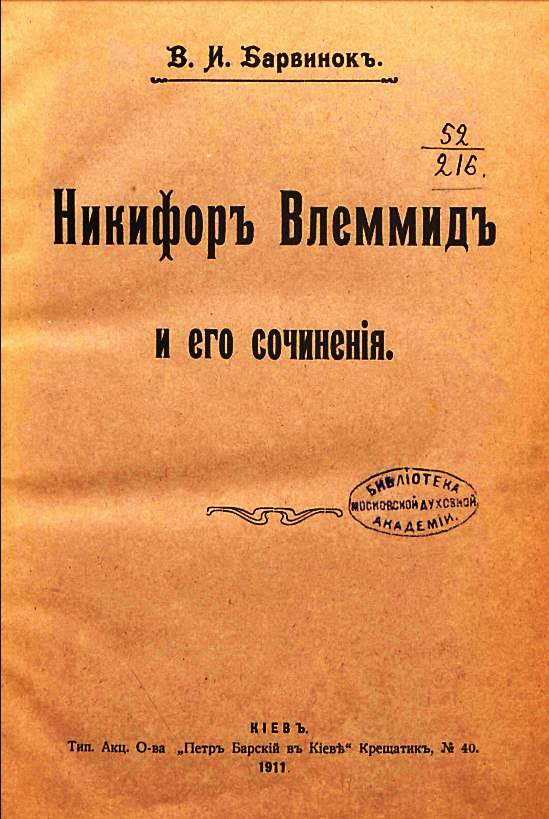
«Никифор Влеммід і його твори» — аналіз життєпису та діяльності видатного діяча з Константинополя періоду середньовіччя. Видання 1911 року, міста Києва.

Працював у багатьох різноманітних галузях, першою чергою його цікавила історія України, історія слов'янських народів та українського стародрукарства. Автор праць з історії православної церкви та її діячів, статей історично-юридичного змісту. Описував стародруки київських книгозбірень, Щекавицької та Андріївської церков, латинські та польські стародруки в архівах і бібліотеках Москви та Петербургу. Допомагав академіку Петрову Миколі Івановичу в підготовці досліджень з історії староукраїнського письменства. Найвідомішим з його творів є «Никифор Влеммід і його твори», який і за наших часів є предметом обговорення серед науковців. Більшість його статей друкувались у журналах та газетах.
Неповний перелік виданих творів
- «Стан Вітчизняної Церкви у 1903—1904 рр.» Церковні відомості. № 33-34 (Київ, 1909)
- «Православна Церква та її місія у 1903—1904 рр.» Місіонерський огляд. Кн. 9 (Київ, 1909)
- «Никифор Влеммід і його богословські твори» (Київ, 1909)«Загальний огляд стародруків київських бібліотек» — містить інформацію про стародруки XV-XVIII ст., які знаходились у київських бібліотеках у 1924 році. Видання того ж року, міста Києва.

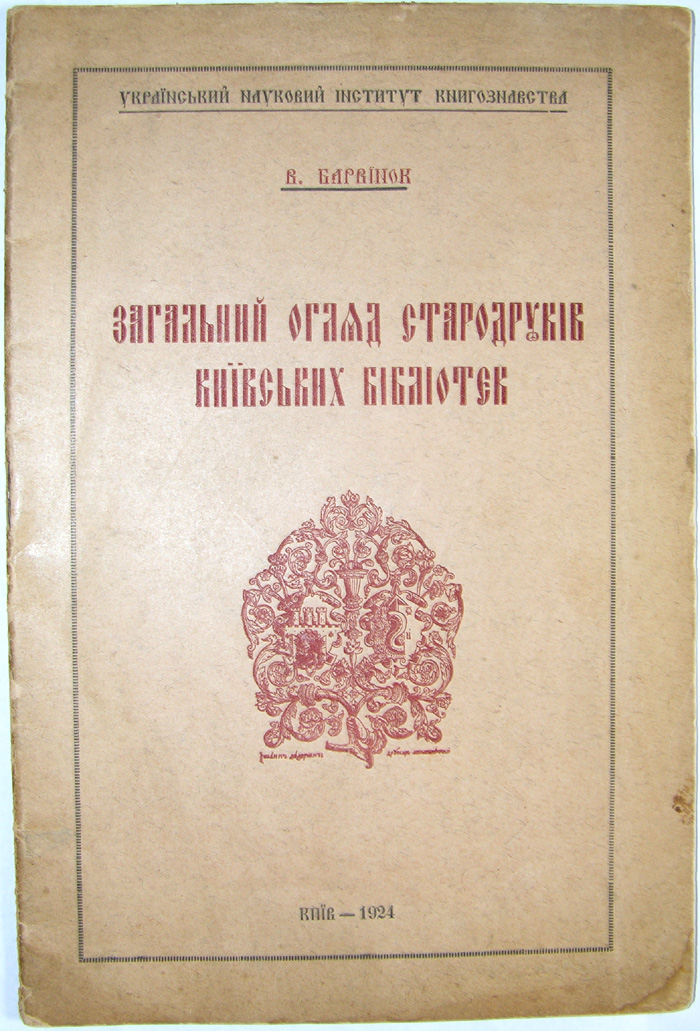
«Загальний огляд стародруків київських бібліотек» — містить інформацію про стародруки XV-XVIII ст., які знаходились у київських бібліотеках у 1924 році. Видання того ж року, міста Києва.

- «Час походження святкових величань і обраних псалмів в чині всеніччя» (Київ, 1910)
- «Никифор Влеммід і його твори» (Київ, 1911, магістерська дисертація)
- «Некролог і освітницько-літературна діяльність професора Київської духовної академії В. Ф. Певницького» Церковні відомості. № 30-31 (Київ, 1911)
- «Стан старообрядництва у 1909 році» Церковні відомості. № 34. (Київ, 1911)
- «Про зображеннях святих апостолів Петра і Павла». (Санкт-Петебург, 1912)
- «Святий рівноапостольний князь Володимир» (Санкт-Петербург, 1912)
- «Щодо обов'язків государів на думку Никифора Влемміда» (Київ, 1911)
- «Моральний символізм руського іконопису XVI—XVII» (Київ, 1912)
- «Давня боротьба росіян з німцями» (Петроград, 1915)
- «Грюнвальдська битва — праобраз єднання слов'ян» (Петроград, 1915)
- «Руські володарі у Галичині» (Петроград, 1915)
- «Обрання першоієрарха незалежних Церков» Віра та держава. (Київ, 1918) — ця робота писалась з огляду на спроби молодої української республіки отримати автокефалію від Константинополю.
- «Загальний огляд стародруків київських бібліотек» (Київ, 1924)
- «Огляд бібліографії церковно-слов'янських стародрукованих книг» (1925)[16] [Архівовано 21 січня 2022 у Wayback Machine.]
- «Роля балканських слов'ян в історії Візантії за IV-го Хрестового походу» Юбілейник збірник на пошану академіка Дмитра Івановича Багалія. (Київ, 1927)[17]
- «Свенціцький. Іконопис Галицької України XV—XVI віків». (Львів, 1928)[18]
- «Софійська комісія при Всеукраїнському археологічому комітеті ВУАН»[19]
- «До історії друкарні Києво-Печерської Лаври» Бібліографічні замітки. (Київ, 1934)

Також він є і автором рецензій: «Огієнко. Історія українського друкарства. Т. 1» // «Зап. Істор.-філол. відділу», Київ, 1926, кн. 7–8;«С. І. Маслов. Українська друкована книга XVI—XVIII вв.» // Там само; «Свенціцький. Іконопис Галицької України XV—XVI віків» // «Хроніка археології та мист-ва», К., 1930, ч. 2.

Втраченою, на даний час, є монографія з докладного дослідження життєпису українського політично-релігійного діяча 17 століття Лазаря Барановича, над якою Барвінок працював з 1912 року. У своїй автобіографії Барвінок підкреслював, що з 1912 цікавився українською історією.

Робота, на наш погляд, надзвичайно цілісна. Містить унікальну бібліографію слов'яноруських книг, вибірково подає відомості про місцеперебування окремих книг. Але вона корисна й своєчасна сьогоднішньому науковцю не лише цим.
Скрупульозно досліджуючи українську книгу, В. І. Барвінок простежує літературознавчий аспект загалом усього надбання слов'янства. Він згадує і Фіолівські друки — але неодмінно з точки зору їх призначення для українства, і московські, і санкт-петербурзькі…

Подаючи бібліографію про книгу російських учених, В. І. Барвінок розглядає й творчо досліджує наявність і пріоритетність української книги в їх творах. Це не лише доповнює українську науку, але й подає в їх дослідах вітчизняний бібліографічний процес якнайповніше та цілісніше. Крім того — і це дуже важливо — ця основна праця життя В. І. Барвінка є цінним історичним документом української науки 20-х років ХХ ст.

Ґрунтовна праця «Огляд бібліографії церковнослов'янських стародрукованих книг» збереглася не в повному обсязі, оскільки рецензія на цю працю історика книги Маслова Сергія Івановича містить розділи які відсутні у наявному в Національній бібліотеці України рукопису. Сам рукопис пів століття знаходився у спецсховищі без належної уваги науковців. Кандидат філологічних наук та науковий співробітник Національної бібліотеки України Рева Лариса Григорівна, дає високу оцінку цій праці: 

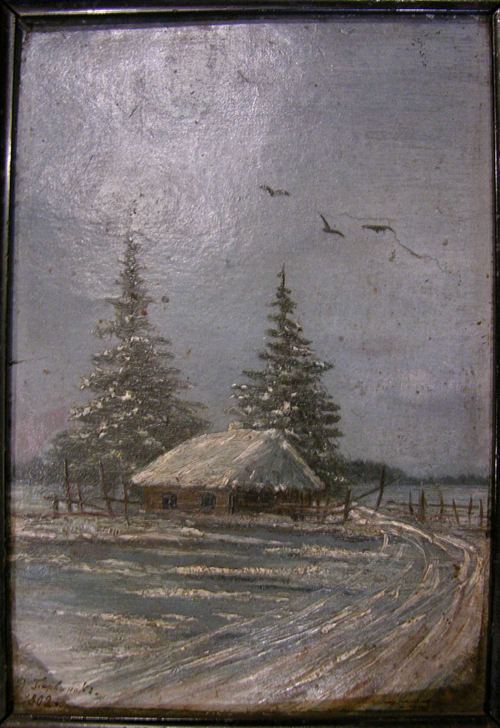
Володимир Барвінок. Краєвид української провінції, 1902 рік

З 1918 до 1933 займався масштабним енциклопедичним проєктом Національної академії наук України, започаткованим за часів Української Держави, з метою висвітлення життєписів всіх українських діячів науки, історії, мистецтва і громадського руху — «Біографічний словник українських діячів науки», в якому Барвінок зосереджував свою увагу на діячах 17 століття. Проєкт було закрито 1933 року коли його зміст містив 150 тисяч бібліографічних карток. Подальша доля цієї праці невідома, проте у Національній бібліотеці України збереглися окремі згадки й списки.
Окрім історично-наукової діяльності Володимир Барвінок був живописцем, зображав краєвиди української провінції у стилі імпресіонізму та релігійні сюжети.

## Походження та сім'я
Володимир Барвінок — прямий нащадок козацького отамана Івана Барвінка, який заснував місто Барвінкове на Харківщині та брав активну участь у визвольних війнах під проводом Б.Хмельницького й наступних козацьких повстаннях. Легенди про козака — родоначальника передавались кожному новому поколінню. Частина родини Барвінків під час російського терору під проводом Петра І в Україні 1709 року переселилась на Чернігівщину. 

Володимир, дружина Євгенія, син Борис та члени обох родин

Дружина Володимира, Євгенія Воловік, була національно-свідомою українкою з родини київських вчителів.
Син Володимира, Барвінок Борис Володимирович, інженер шляхів сполучення. Закінчив інститут у 1929 році. У 1937 році — випускник факультету техніків-мостовиків. Вчителем Бориса був видатний український вчений Патон Євген Оскарович. 1937 року Бориса репресовано за політичними мотивами та присуджено до 10-річного строку позбавлення волі. До 1940 року його перетримують у Ленінградській тюрмі Хрести, після чого він був засланий на північ Росії. Залишається живим тільки через свою спеціальність. Після закінчення терміну в 1947 році його, як доброго фахівця, примусово змушують залишитись до 1952 року на будівництві залізничних мостів. Борис повернувся у Київ, де продовжував працювати за фахом. Помер 1982 року.
Молодший брат Володимира — Микола Іванович 1894 року народження, ветеран Дієвої армії УНР. З 1920 року — на еміграції у Парижі, Франція. 1936 році він з дружиною переїжджає до Сполучених Штатів Америки.